# Božići, Andrijevica
Božići este un sat din comuna Andrijevica, Muntenegru. Conform datelor de la recensământul din 2003, localitatea are 250 de locuitori (la recensământul din 1991 erau 223 de locuitori).

## Demografie
În satul Božići locuiesc 181 de persoane adulte, iar vârsta medie a populației este de 35,1 de ani (35,0 la bărbați și 35,1 la femei). În localitate sunt 80 de gospodării, iar numărul mediu de membri în gospodărie este de 3,13.
Această localitate este populată majoritar de sârbi (conform recensământului din 2003).
|  |

| Demografie | Demografie | Demografie |
| An         | Locuitori  | Locuitori  |
| ---------- | ---------- | ---------- |
|            |            |            |
|            |            |            |
|            |            |            |
|            |            |            |
| 1948       | 374        |            |
| 1953       | 368        |            |
| 1961       | 375        |            |
| 1971       | 316        |            |
| 1981       | 342        |            |
| 1991       | 223        | 221        |
| 2003       | 292        | 250        |

| \| Componența etnică conform recensământului din 2003[2] \| Componența etnică conform recensământului din 2003[2] \| Componența etnică conform recensământului din 2003[2] \| Componența etnică conform recensământului din 2003[2] \| Componența etnică conform recensământului din 2003[2] \| \| ----------------------------------------------------- \| ----------------------------------------------------- \| ----------------------------------------------------- \| ----------------------------------------------------- \| ----------------------------------------------------- \| \| \| \| \| \| \| \| Sârbi \| Sârbi \| \| 165 \| 66% \| \| Muntenegreni \| Muntenegreni \| \| 67 \| 26,8% \| \| necunoscută \| necunoscută \| \| 11 \| 4,4% \| |              |  |     |       |
| Componența etnică conform recensământului din 2003 |              |  |     |       |
| |              |  |     |       |
| Sârbi | Sârbi        |  | 165 | 66%   |
| Muntenegreni | Muntenegreni |  | 67  | 26,8% |
| necunoscută | necunoscută  |  | 11  | 4,4%  |